# スターラックス航空
スターラックス航空（スターラックスこうくう、中国語: 星宇航空、英語: STARLUX Airlines Co., Ltd.）は、台湾の航空会社。イギリス・スカイトラックス社による航空会社の格付けで、実質最高評価の「ザ・ワールド・ファイブ・スター・エアラインズ（The World's 5-Star Airlines）」の認定を得ている。

## 概要
エバーグリーン・グループの創業者張栄発の死去により勃発した後継者争いで、エバー航空董事長の座を追われた張國煒により設立された。
台湾桃園国際空港をベースに「台湾のエミレーツ航空」を目指して事業計画を進めている。

## 沿革
2017年4月に星宇投資有限公司が成立。資本金1000万新台湾ドル、本社の所在地は台北市内湖区南京東路六段382号で、一般投資業としてのスタート。翌5月に三陽工業本社内6階全フロア約4,500坪の空間を借りて、本社機能を設定。実際の運行に際しての航空行政側の規制緩和も予定されている。
2018年5月2日、登記が完了し、航空会社としての法人が正式に発足。2019年9月21日にはIATAコード、ICAOコード、コールサインがそれぞれJX、SJX、STARWALKERに決定したことが発表された。
2019年10月28日、自社初号機となるエアバスA321neoが台湾に到着。パイロットのライセンスを所持する董事長の張が自ら操縦して受領した。12月23日に2機目も同じく張の操縦で高雄空港に到着しており、その際に張は「フェリーフライトは全機を自分で操縦する」ともコメントしている。3号機は2020年1月18日に到着している。
2019年12月10日、民用航空局からAOC（航空運送事業許可）を、翌日に1月就航の3路線（マカオは1日3便、ダナン・ペナンは1日1便）の認可を取得した。12月16日午前11時（現地時間）より自社ウェブサイトでの航空券販売を開始した。
2020年1月23日に台北/桃園～マカオ、ダナン、ペナン線に就航し正式な運行が開始された。
2022年2月18日にエアバスA330-900型機を受領、同社初のワイドボディ機となった。同年10月にはエアバスA350-900型機も受領している。
2023年3月にはロサンゼルス・ドジャース及び、ロサンゼルス・クリッパーズのオフィシャルスポンサーに就任した。ドジャースとは2023年シーズン、クリッパーズとは2023~2024年シーズンでの契約であったが、ドジャースとは契約を3年延長し、2024~2026年シーズンもスポンサーとなった。
2023年4月からはロサンゼルス便を開設、同社初の北米路線となった。
2023年12月4日に国際航空運送協会(IATA)へ正式に加盟。
2024年2月21日に3機のA330-900型機の追加発注とともに同社初の貨物機となるA350F型機を5機発注した。
2024年3月31日からは台湾第2拠点として台中への就航が開始された。
2024年10月4日より、アラスカ航空と同社初のコードシェア提携を開始した。また2025年末までに航空連合ワンワールドへ加盟する予定であると発表している。
2025年6月17日、スカイトラックス社による航空会社の格付けで、実質最高評価の「ザ・ワールド・ファイブ・スター・エアラインズ（The World's 5-Star Airlines）」に初認定。台湾の航空会社としてはエバー航空に続いて2社目の五つ星評価となる。

## 日本への運行便
| 便名      | 路線      | 路線      | 機材                                              | 備考                      |
| --------- | --------- | --------- | ------------------------------------------------- | ------------------------- |
| JX800/801 | 台北/桃園 | 東京/成田 | エアバスA350-900                                  |                           |
| JX802/803 | 台北/桃園 | 東京/成田 | エアバスA350-900                                  |                           |
| JX804/805 | 台北/桃園 | 東京/成田 | エアバスA321neo エアバスA330-900 エアバスA350-900 |                           |
| JX820/821 | 台北/桃園 | 大阪/関西 | エアバスA330-900 エアバスA350-900                 |                           |
| JX822/823 | 台北/桃園 | 大阪/関西 | エアバスA350-900                                  |                           |
| JX838/839 | 台北/桃園 | 中部      | エアバスA321neo エアバスA330-900                  |                           |
| JX840/841 | 台北/桃園 | 福岡      | エアバスA321neo エアバスA330-900                  |                           |
| JX850/851 | 台北/桃園 | 新千歳    | エアバスA330-900                                  |                           |
| JX862/863 | 台北/桃園 | 仙台      | エアバスA330-900                                  |                           |
| JX846/847 | 台北/桃園 | 熊本      | エアバスA330-900                                  |                           |
| JX870/871 | 台北/桃園 | 那覇      | エアバスA321neo                                   |                           |
| JX860/861 | 台北/桃園 | 函館      | エアバスA321neo                                   |                           |
| JX886/887 | 台北/桃園 | 下地島    | エアバスA321neo                                   | 2025年8月22日より運航開始 |
| JX834/835 | 台北/桃園 | 神戸      | エアバスA321neo                                   |                           |
| JX306/307 | 台中      | 神戸      | エアバスA321neo                                   |                           |
| JX302/303 | 台中      | 那覇      | エアバスA321neo                                   |                           |
| JX300/301 | 台中      | 高松      |                                                   |                           |

### 日本路線
- 2020年12月から、台北/桃園-東京/成田、大阪/関西を開設し、日本路線初就航を果たした[32][33]。
- 2022年2月17日から、福岡-台北線を新規就航。
- 2022年10月28日、新千歳、那覇-台北線の2路線に新規就航[34]。
- 2023年4月1日、仙台-台北/桃園線に新規就航[35]。
- 2023年9月1日から、熊本-台北/桃園線に週3便で新規就航[36]。
- 2023年12月1日から、名古屋/中部-台北/桃園線に毎日運航で新規就航[37]。
- 2024年2月1日から、函館-台北/桃園線に新規就航[38]。
- 2024年3月31日から、高松-台中線で定期チャーター便を就航。就航当初は台中発のみ販売していたが、12月1日から高松発も販売[39]。
- 2024年12月2日から、那覇-台中線を開設[40]。
- 2025年4月18日、神戸空港の国際線チャーター便に対応した第2ターミナルの運用開始にあわせて、神戸-台北、台中線の運航を開始した[41][42]。

## 運用機材

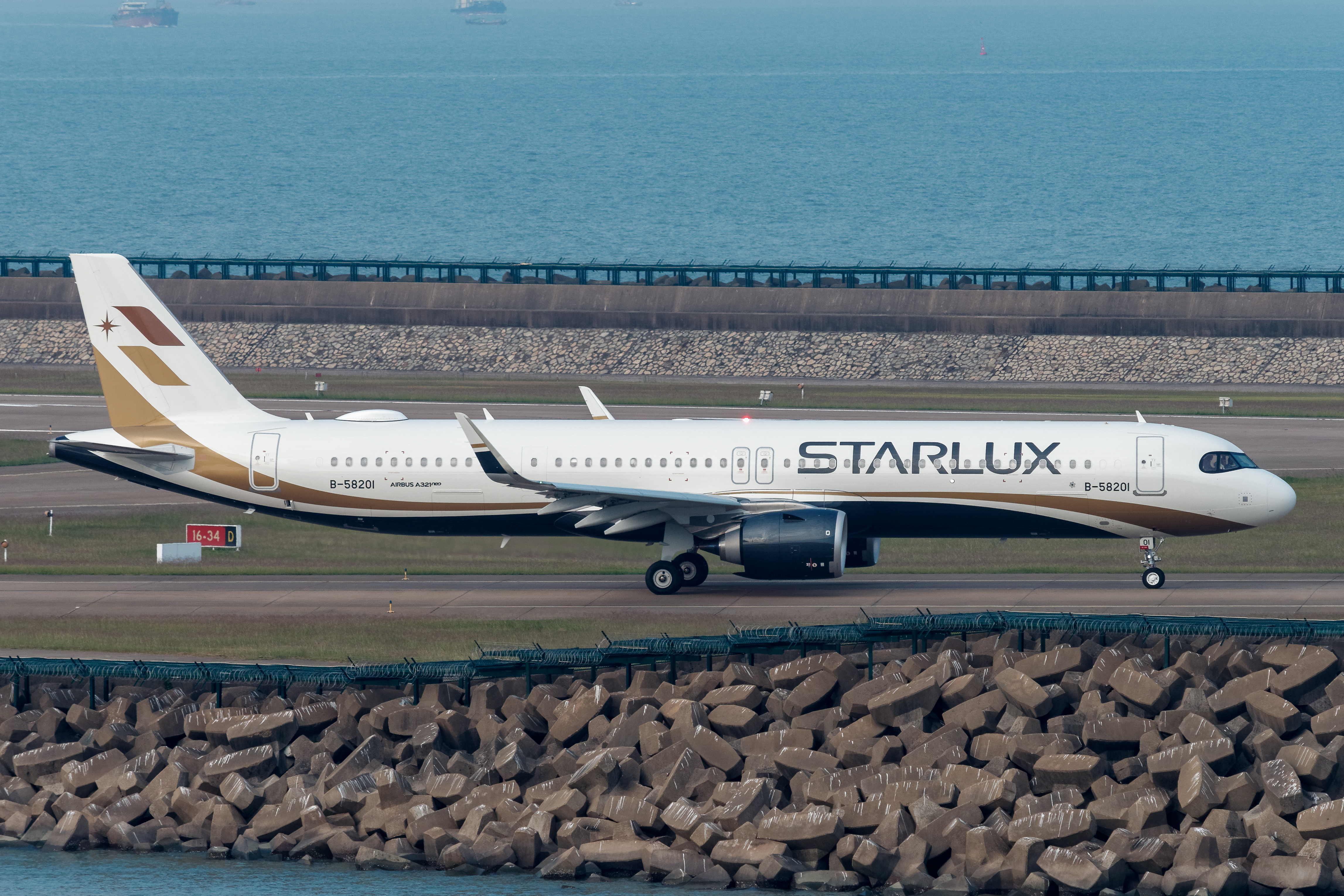
エアバスA321neo
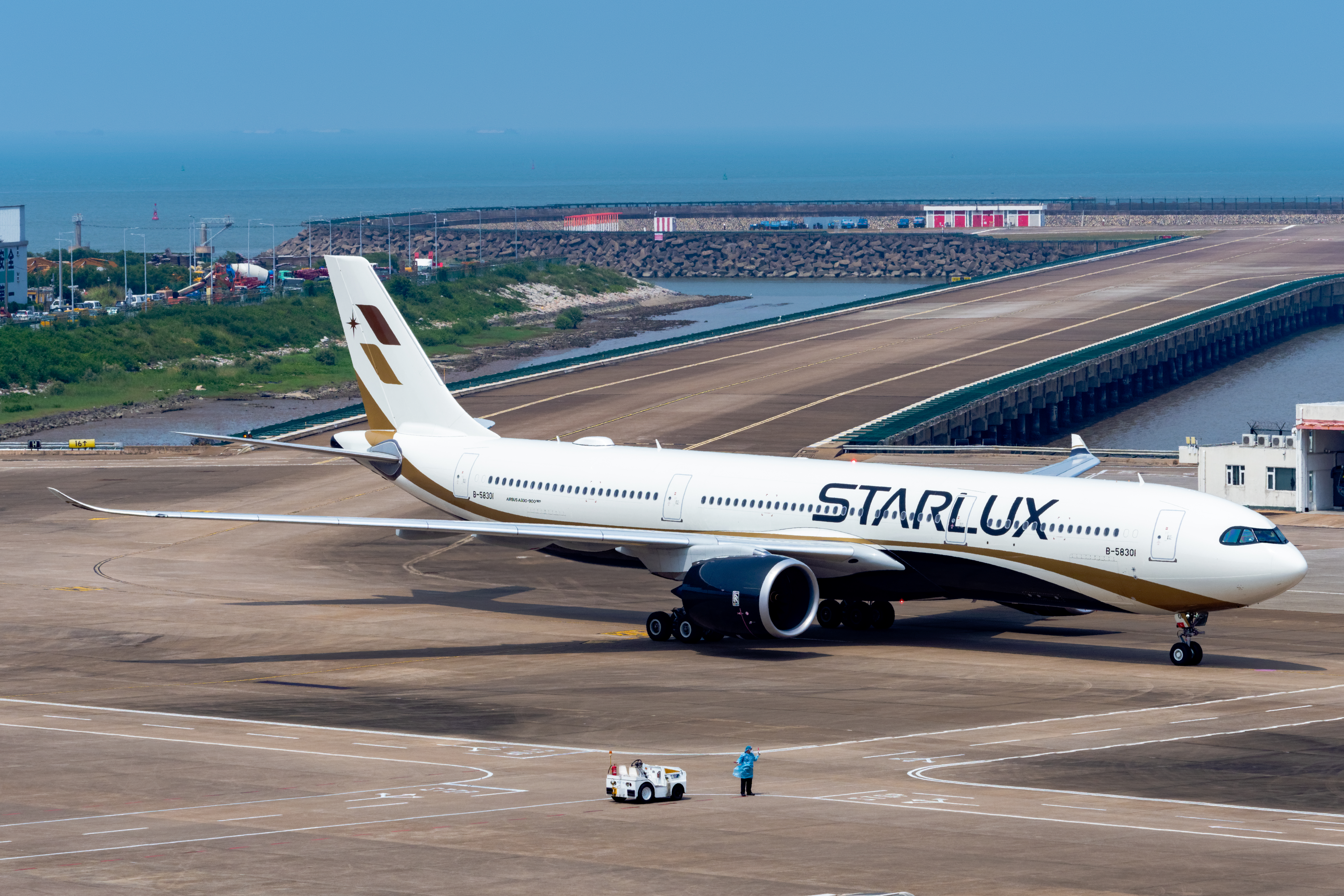
エアバスA330-900
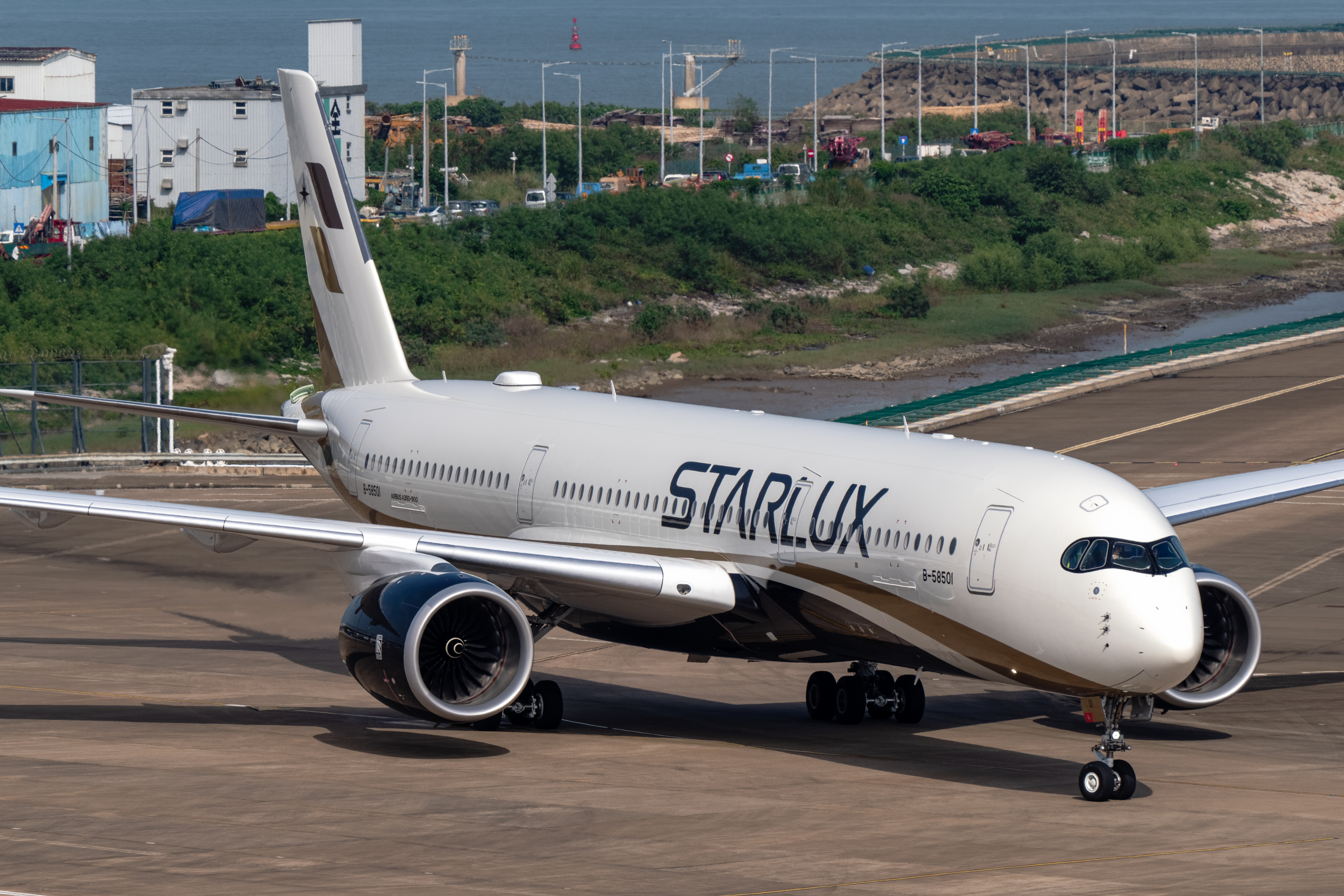
エアバスA350-900

| 機材              | 保有数 | 発注数 | 座席数 | 座席数 | 座席数 | 座席数 | 座席数 | 備考                 |
| 機材              | 保有数 | 発注数 | F      | C      | W      | Y      | 計     | 備考                 |
| ----------------- | ------ | ------ | ------ | ------ | ------ | ------ | ------ | -------------------- |
| エアバスA321neo   | 13     | 6      | -      | 8      | -      | 180    | 188    | 全機リース導入       |
| エアバスA330-900  | 5      | 6      | -      | 28     | -      | 269    | 297    |                      |
| エアバスA350-900  | 10     | -      | 4      | 26     | 36     | 240    | 306    | 10機のオプション付き |
| エアバスA350-1000 | -      | 18     | 4      | 40     | 36     | 270    | 350    | 10機のオプション付き |
| 貨物用機材        |        |        |        |        |        |        |        |                      |
| エアバスA350F     | -      | 10     | 貨物   | 貨物   | 貨物   | 貨物   | 貨物   |                      |
| 計                | 28     | 40     |        |        |        |        |        |                      |

- エアバスA321neo
- エアバスA330-900
- エアバスA350-900

## 運航路線

### 就航地
| 国/地域        | 都市             | 空港                                 | 備考                                       | 引用                        |
| -------------- | ---------------- | ------------------------------------ | ------------------------------------------ | --------------------------- |
| 台湾           | 台北             | 台湾桃園国際空港                     | ハブ空港                                   |                             |
| 台湾           | 台中             | 台中国際空港                         | 焦点空港                                   | [ 52 ]                      |
| 日本           | 東京             | 成田国際空港                         |                                            | [ 53 ] [ 54 ]               |
| 日本           | 大阪             | 関西国際空港                         |                                            | [ 53 ] [ 54 ]               |
| 日本           | 大阪             | 神戸空港                             | チャーター便                               | [ 55 ]                      |
| 日本           | 名古屋           | 中部国際空港                         |                                            | [ 56 ]                      |
| 日本           | 福岡             | 福岡空港                             |                                            | [ 57 ]                      |
| 日本           | 沖縄             | 那覇空港                             | 台中発着便あり                             | [ 58 ]                      |
| 日本           | 札幌             | 新千歳空港                           |                                            | [ 59 ]                      |
| 日本           | 仙台             | 仙台空港                             |                                            | [ 60 ]                      |
| 日本           | 熊本             | 熊本空港                             |                                            | [ 61 ]                      |
| 日本           | 函館             | 函館空港                             |                                            | [ 62 ]                      |
| 日本           | 高松             | 高松空港                             | 台中発着便のみ                             | [ 63 ]                      |
| 日本           | 宮古島           | 下地島空港                           | 2025年8月22日より運航開始予定 チャーター便 | [ 64 ]                      |
| 香港           | 香港             | 香港国際空港                         |                                            | [ 65 ]                      |
| マレーシア     | クアラルンプール | クアラルンプール国際空港             |                                            | [ 53 ] [ 66 ] [ 67 ]        |
| シンガポール   | シンガポール     | チャンギ国際空港                     |                                            | [ 53 ] [ 68 ] [ 69 ] [ 70 ] |
| マカオ         | マカオ           | マカオ国際空港                       | 台中発着便あり                             | [ 53 ] [ 71 ] [ 72 ]        |
| フィリピン     | セブ             | マクタン・セブ国際空港               |                                            | [ 73 ]                      |
| フィリピン     | クラーク         | クラーク国際空港                     |                                            | [ 74 ]                      |
| ベトナム       | ホーチミン       | タンソンニャット国際空港             |                                            | [ 75 ]                      |
| ベトナム       | ダナン           | ダナン国際空港                       | 台中発着便あり                             | [ 53 ] [ 76 ] [ 71 ]        |
| ベトナム       | ハノイ           | ノイバイ国際空港                     |                                            | [ 77 ]                      |
| ベトナム       | フーコック島     | フーコック国際空港                   | 台中発着便あり                             | [ 78 ]                      |
| タイ           | バンコク         | スワンナプーム国際空港               |                                            | [ 53 ] [ 54 ]               |
| タイ           | チェンマイ       | チェンマイ国際空港                   |                                            | [ 79 ]                      |
| インドネシア   | ジャカルタ       | スカルノ・ハッタ国際空港             |                                            | [ 80 ]                      |
| アメリカ合衆国 | ロサンゼルス     | ロサンゼルス国際空港                 |                                            | [ 81 ]                      |
| アメリカ合衆国 | ロサンゼルス     | オンタリオ国際空港                   |                                            | [ 82 ] [ 83 ]               |
| アメリカ合衆国 | サンフランシスコ | サンフランシスコ国際空港             |                                            | [ 84 ]                      |
| アメリカ合衆国 | シアトル         | シアトル・タコマ国際空港             |                                            | [ 85 ]                      |
| アメリカ合衆国 | フェニックス     | フェニックス・スカイハーバー国際空港 | 2026年1月15日より運航開始予定              | [ 86 ]                      |
| グアム         | タムニン         | グアム国際空港                       | チャーター便                               | [ 87 ]                      |

### 過去の就航地
| 国/地域    | 都市   | 空港                   | 備考         | 引用   |
| ---------- | ------ | ---------------------- | ------------ | ------ |
| フィリピン | マニラ | ニノイ・アキノ国際空港 |              | [ 88 ] |
| 日本       | 徳島   | 徳島空港               | チャーター便 | [ 89 ] |
| マレーシア | ペナン | ペナン国際空港         |              | [ 90 ] |

## 提携航空会社
コードシェア
- アラスカ航空（ワンワールド）[91]
- エティハド航空[92]

## サービス

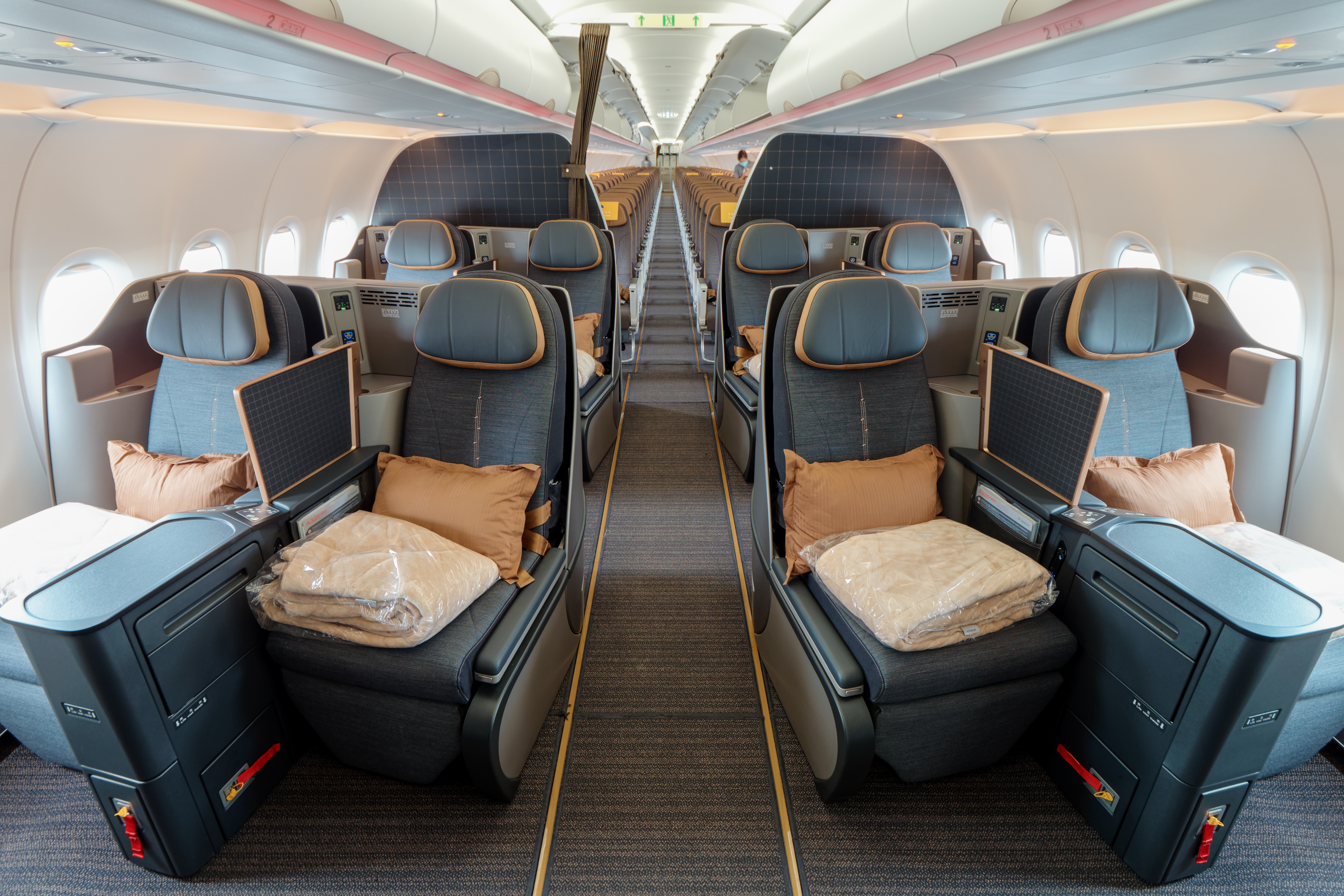
A321neoのビジネスクラス
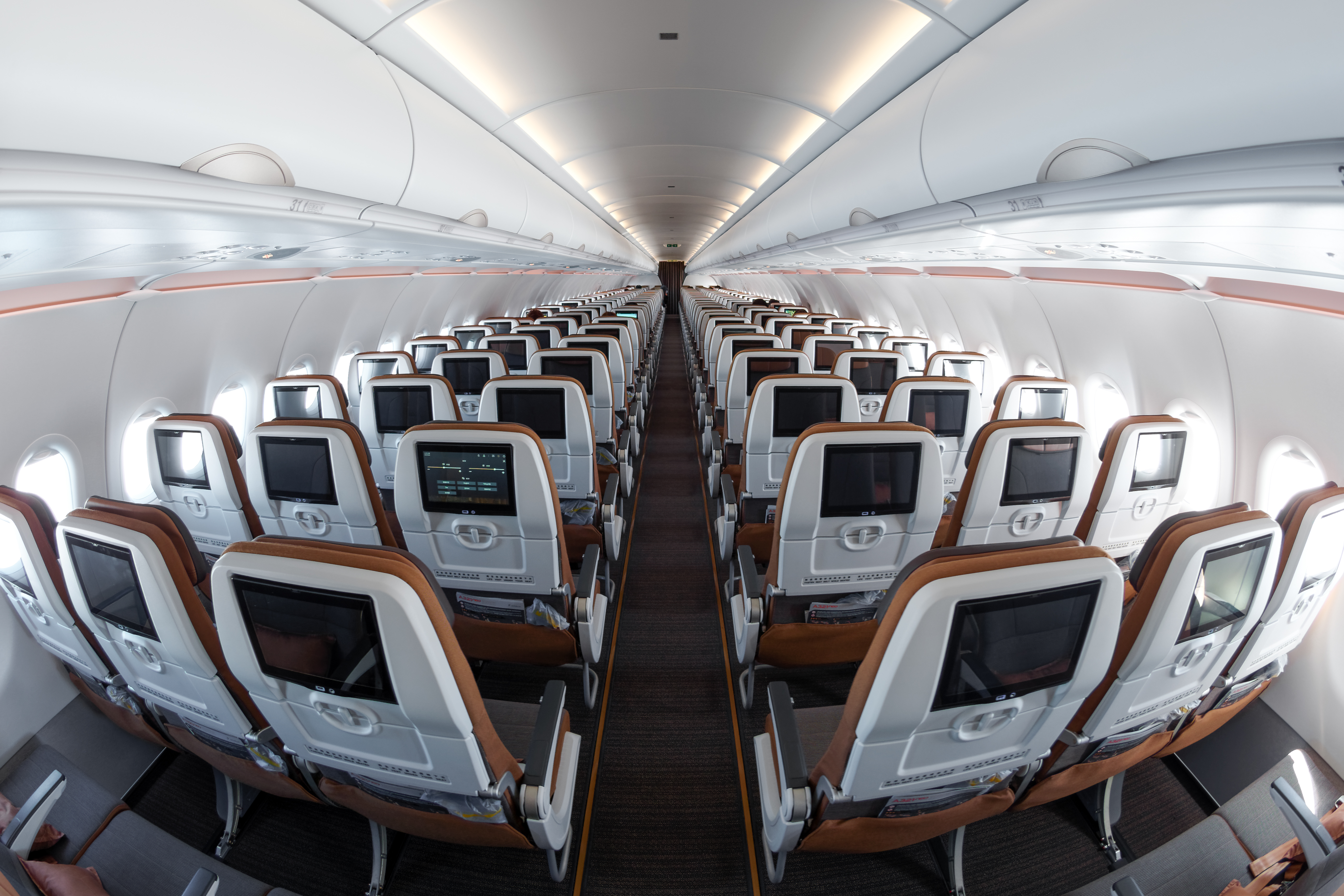
A321neoのエコノミークラス
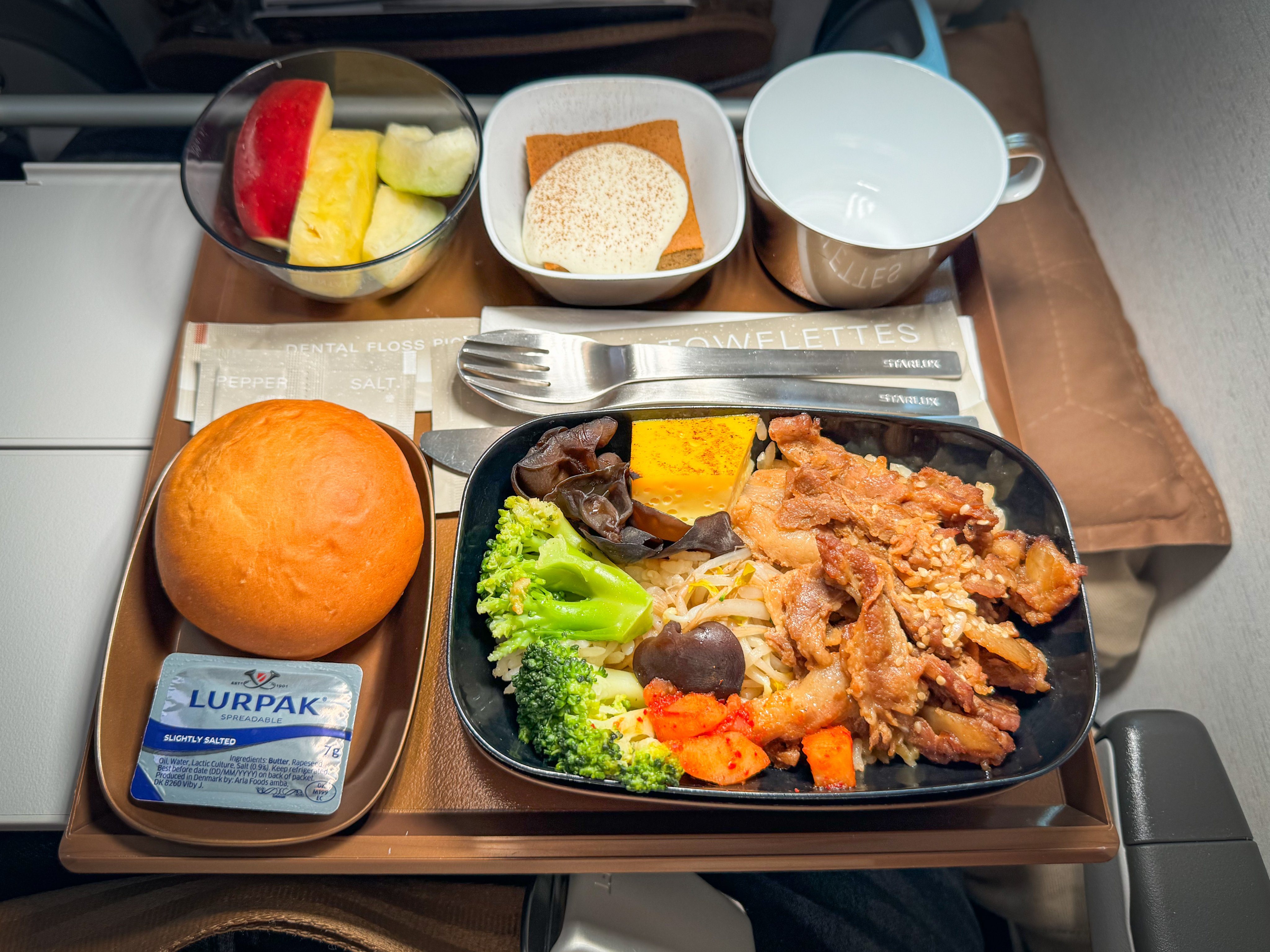
エコノミークラスの機内食

### 座席
ファーストクラス・ビジネスクラス・プレミアムエコノミークラス・エコノミークラスの4クラスが設置されている。ビジネスとエコノミーは全機材に設置されているが、ファーストとプレミアムエコノミーはA350-900型機のみ設置されている。

### その他のサービス
機内誌
機内誌タイトルは「歩く、往来する」を意味する台湾語の「Kiânn」。
マイレージサービス
COSMILE
機内食
機内食は、チャイナエアライン系列の「華膳空廚」、エバー航空系列の「長榮空廚」の両社から供給を受けており、機内食にエバー航空の食器が使われていることがある。